# Vila Johanna Liebiega mladšího
Vila Johanna Liebiega mladšího (Liebiegův palác nebo Liebiegova vila – neplést s Liebiegovým zámečkem pod přehradou) je novorenesanční budova postavená v letech 1871–1872, podle plánů libereckého stavitele Gustava Sacherse, pro rodinu barona Johanna Liebiega mladšího, syna jednoho ze zakladatelů textilního průmyslu na severu Čech. Pro své rozměry, architektonické řešení, výzdobu a také půdorysné uspořádání byla nazývána Palais Liebieg – Liebiegovým palácem. Vila je chráněna jako kulturní památka.

## Historie
Stavebník Johann Josef Liebieg si ke stavbě rodinné vily vybral pozemek u libereckého zámku. Na parcele plánované stavby byl již postaven klasicistní dvoupodlažní dům, který nechal postavit Ferdinand Römheld, průkopník manufakturní textilní výroby. Budova nebyla zbourána, ale stala se základem centrální části vily. K původnímu domu byla přistavěna třípodlažní křídla. Autorem návrhu stavby, která probíhala v letech 1871 až 1872, a pravděpodobně i stavitelem byl Gustav Sachers, absolvent bavorské Akademie výtvarných umění a majitel stavební firmy v Liberci.

## Popis vily
Původní Römheldův dům se stal hlavní částí centrálního prostoru vily. Vystavěním dvou třípodlažních křídel vznikl objekt podle vzoru severoitalských renesančních vil s charakterem novorenesančního paláce. V zadním traktu domu tak vzniklo vnitřní nádvoří. V přízemí křídel vily jsou z obou stran otevřené arkády. Směrem k zámeckému parku uzavírá nádvoří menší salla terrena s terasou ohraničenou balustrádou. Ta umožňovala přístup do další části rozsáhlého parku. Původně stála uprostřed nádvoří kašna.
Na hlavním průčelí budovy je zřejmé rozdělení devíti pravidelných vertikálních os. Horizontálně člení fasádu celého průčelí dvě patrové římsy. Přízemí štítu budovy je jednoduché. Patro zdobí sdružená okna, spojená nadokenní římsou s postranními pilastry. Prostor pod okny mezi pilastry je zdoben reliéfy s motivy mytických zvířat. Před boční části vystupuje střední část vily s mírně předsazeným rizalitem a dvěma nad sebou zbudovanými trojokny. Nejvyšší římsa je na obou stranách zdobena malými soškami múz.
Johann Josef Liebieg od roku 1888 přestal pracovat v rodinné firmě a žil se svou rodinou v liberecké vile, v soukromí až do své smrti v roce 1917. Jeho sídlo odráželo bohatství i vkus stavebníka. V souladu s reprezentativním exteriérem byly okázale budovány i interiéry. Dominantní byla vstupní hala se schodištěm, prosvětlená stropním světlík. Do haly se vcházelo hlavním vchodem umístěným v jižním průčelí vily. V přízemí jižního křídla byl pánský pokoj, knihovna a hostinský pokoj. Provozní místnosti, k nimž patřila kuchyně, prádelna, pokoj pro služky i byt pro zahradníka, se nacházely v ostatních křídlech vily. V západním křídle byla jídelna, dva salony, hudební pokoj a další pánský pokoj. S ním sousedil kuřácký a také biliárový a hráčský pokoj. V severním křídle byly další obytné místnosti. Soukromé části domu s ložnicemi a sociálním zázemím se nacházely ve východním křídle.
Součást rozlehlého areálu, kromě vlastní vily, tvořily další objekty (zahradnický domek, „kočárovna“ nebo konírna) a velkoryse vyprojektovaná zahrada. Dvě terasy s balustrádou, altán, bazén s hlavou Neptuna, který byl součástí schodišťové rampy se zděnou pergolou i ohradní zdi dotvářely jednotně koncipovaný celek v antikizujícím stylu, inspirovaném palladiánskou architekturou. Liebiegovu vilu lze použít jako vhodný příklad reprezentativní historizující architektury poslední třetiny devatenáctého století.
Reprezentační i obytné interiéry stavby byly bohatě vyzdobeny štukovými stropy a dřevěným obložením. Uměleckořemeslné součásti byly prováděny ve špičkové kvalitě a díky pozdějšímu využití se dispozice vily i velká část výzdoby zachovaly bez větších ztrát. Výrazněji upravovány byly pouze hospodářské části, dvůr a zahrada.

## Vila v průběhu dvacátého století
Po smrti majitele získaly vilu jeho děti, které zde nebydlely a objekt pronajímaly. Sídlil zde například četnický oddíl. V roce 1945 byla vila majitelům zkonfiskována. V roce 1953 získala objekt oblastní galerie, která využívala prostory do roku 2014. Existovaly plány na větší úpravu budovy a dostavbu nového křídla pro galerijní účely, ale nebyly realizovány. Po dokončení rekonstrukce městských lázní byly galerijní expozice roku 2014 přemístěny do nových prostor. Liebiegova vila čekala na své další využití.

## Rekonstrukce vily
V roce 2020 začala rozsáhlá rekonstrukce vily na komunitní centrum Centrum aktivního života. Projekt spolufinancuje Evropské unie. Cílem projektu je vytvoření zázemí pro sociální služby, neziskové organizace a další spolky a sdružení. Na fasádě vily při pohledu do nádvoří byla kolem slunečních hodin obnovena v původní barevnosti figurální malba V prvním nadzemním podlaží byla provedena rekonstrukce nově objevené studny. Podařilo se zachránit a zrestaurovat původní historickou malbu. 